# Hieracium schmidtii
Hieracium schmidtii é uma espécie de planta com flor pertencente à família Asteraceae. 
A autoridade científica da espécie é Tausch, tendo sido publicada em Flora 11(1): Erg. 65. 1828.

## Portugal
Trata-se de uma espécie presente no território português, nomeadamente em Portugal Continental.
Em termos de naturalidade é nativa da região atrás indicada.

## Protecção
Não se encontra protegida por legislação portuguesa ou da Comunidade Europeia.